# Левинка (Тульская область)
Левинка — село в Богородицком районе Тульской области России.
В рамках административно-территориального устройства входит в Товарковский сельский округ Богородицкого района, в рамках организации местного самоуправления включается в Товарковское сельское поселение.

## География
Расположено в 12 км к юго-востоку от города Богородицка. На севере и востоку примыкает к посёлку Товарковский.

## Население
| 2002 | 2010 |
| ---- | ---- |
| 299  | ↘264 |